# فرد وليامز (مدير فني)
فرد وليامز (بالإنجليزية: Fred Williams)‏ هو مدير فني أمريكي، ولد في 13 يونيو 1878 في مقاطعة هاريسون في الولايات المتحدة، وتوفي في 31 يناير 1962 في ماريون في الولايات المتحدة.